# Баратова, Изабелла Григорьевна
Изабелла Григорьевна Баратова (по мужу — Агеева; 1906—1966) — советская актриса.

## Биография
Родилась 10 (23) февраля 1906 года в Одессе. Отец — служащий, мать — преподаватель музыки.
Училась в Одесской консерватории (класс фортепиано). Окончила хореографическую и драматическую школы (1924).
В 1925—1933 годах играла в театрах Новочеркасска, Смоленска, Сталинграда, Днепропетровска. В 1933—1941 годах актриса Одесского русского театра. В 1941—1943 годах в эвакуации в Казани и Йошкар-Оле, с 1943 года работала в Челябинске.
В 1957—1963 годах работала в Омском драматическом театре, с 1963 года снова в Челябинском драматическом театре.
Амплуа — в основном характерные роли классического русского, советского и западноевропейского репертуара.
Муж — народный артист РСФСР Евгений Агеев (1906—1976).
Умерла 2 сентября 1966 года в Челябинске. Похоронена на Успенском кладбище.

## Награды
- Сталинская премия третьей степени (1952) — за исполнение роли Пановой в спектакле «Любовь Яровая» К. А. Тренева на сцене Челябинского драматического театра имени С. М. Цвиллинга.
- заслуженная артистка РСФСР (11.4.1957).